# Парламент Валлонии
Парламент Валлонии — орган законодательной власти Валлонского региона.
Заседания парламента проходят в городе Намюр, административном центре Валлонии, в здании бывшего приюта Сен-Жиль на берегу реки Маас (с фр. — «Мёз»).
В сферу деятельности валлонского парламента входит издание декретов, имеющих силу закона, ратификация договоров, подписанных Валлонией. Кроме того, парламент уполномочен ратифицировать и подписанные Бельгией межгосударственные договоры, требующие одобрения на региональном уровне, как в случае с Конституцией ЕС.

## История
Первые прямые парламентские выборы в Валлонии состоялись в июне 1995 года. До этого функции
регионального парламента выполнял Валлонский региональный совет, в состав которого
входили депутаты обеих палат парламента Бельгии, избранные от Валлонии.

## Порядок избрания
В состав парламента входят 75 депутатов, избиремых всеобщим прямым голосованием на региональных выборах каждые 5 лет.
Избранный парламент не может быть распущен раньше срока.

## Состав
Состав парламента Валлонии 4-го созыва на срок 2009—2014:
| Партия | Партия                                | Мест |
| ------ | ------------------------------------- | ---- |
|        | Социалистическая партия               | 29   |
|        | Реформаторское движение               | 19   |
|        | Эколо                                 | 14   |
|        | Гуманистический демократический центр | 13   |
| Всего  | Всего                                 | 75   |